# جلسات ماهوغني
جلسات ماهوغني (بالإنجليزية: Mahogany Sessions)‏ هي قناة يوتيوب مقرها لندن تأسست عام 2009. استضافت القناة عروضاً لفنانين من بينهم بيلي لوكيت، راي، جاك جاريت، لورا مارلينج ورو بَيّنز.

## تاريخ
بدأ موقع ماهوغني في الأصل كمدونة موسيقى تستند إلى ووردبريس في فبراير 2009. اكتسبت «مدونة ماهوغني» متابعين عبر الإنترنت وبعد عام واحد في 1 يوليو 2010، تم إطلاق قناة «جلسات ماهوغني» على يوتيوب.

## شراكات
في عام 2017، تشاركت جلسات ماهوغني مع كانون في كاميرا إي أو أس سي200 (EOS C200) لتصوير جلسة حية ظهرت فيها نجمة الجاز البريطانية الصاعدة ألفا ميست.
في عام 2017، دخلت جلسات ماهوغني أيضًا في شراكة مع إل في إم إتش وكروغ شامبين لإنشاء مهرجان مخصص للموسيقى والطعام يضم الشيف فرانسيس مالمان الحائز على نجمة ميشلان، والموسيقى الحية من جايكوب بانكس، آيدي سليمان وجونز. 

## تسجيلات ماهوغني
في عام 2017، تم إطلاق تسجيلات ماهوغني، وهي عبارة عن خدمة كاملة لعلامة تسجيل تستخدم منصة ماهوغني لاكتشاف المواهب الجديدة والناشئة. وتشمل قائمة التوقيعات كوالا (KAWALA) التي تتخذ من لندن مقرًا لها، التمثيل الإلكتروني موديل مان (Model Man)، والمغني المقيم في دالاس أبراهام ألكسندر والمغني وكاتب الأغاني توبي جونسون.